# Nepal nos Jogos Olímpicos
O Nepal competiu em 11 edições dos Jogos Olímpicos de Verão e em 3 dos Jogos Olímpicos de Inverno.
O país nunca ganhou oficialmente uma medalha olímpica, mas o atleta de Taekwondo Bidhan Lama ganhou uma medalha de bronze nos Jogos Olímpicos de Verão de 1988 em Seul, quando o taekwondo era um esporte de exibição.
Destaque também para Tejbir Bura, um cidadão nepalês, que ganhou uma medalha de ouro olímpica em alpinismo nos Jogos Olímpicos de Inverno de 1924 por seu papel como membro da expedição britânica de 1922 ao Monte Everest. Como cidadãos de outros países também participaram da expedição, o prêmio foi para uma equipe mista. Este evento e seus homenageados não aparecem no site online do Comitê Olímpico Internacional.

## Quadros de medalhas
| Jogos                 | Atletas        | Ouro | Prata | Bronze | Total | Posição |
| 1964 Toquio           | 6              | 0    | 0     | 0      | 0     | -       |
| 1968 Cidade do Mexico | Não Participou |      |       |        |       |         |
| 1972 Munique          | 2              | 0    | 0     | 0      | 0     | -       |
| 1976 Montreal         | 1              | 0    | 0     | 0      | 0     | -       |
| 1980 Moscou           | 13             | 0    | 0     | 0      | 0     | -       |
| 1984 Los Angeles      | 10             | 0    | 0     | 0      | 0     | -       |
| 1988 Seul             | 15             | 0    | 0     | 0      | 0     | -       |
| 1992 Barcelona        | 2              | 0    | 0     | 0      | 0     | –       |
| 1996 Atlanta          | 6              | 0    | 0     | 0      | 0     | –       |
| 2000 Sydney           | 5              | 0    | 0     | 0      | 0     | –       |
| 2004 Atenas           | 6              | 0    | 0     | 0      | 0     | –       |
| 2008 Beijing          | 8              | 0    | 0     | 0      | 0     | –       |
| 2012 Londres          | 5              | 0    | 0     | 0      | 0     | –       |
| 2016 Rio de Janeiro   | 7              | 0    | 0     | 0      | 0     | –       |
| 2020 Tóquio           | Evento Futuro  |      |       |        |       |         |
| Total                 | Total          | 0    | 0     | 0      | 0     | -       |

| Jogos               | Atletas       | Ouro | Prata | Bronze | Total | Posição |
| 2002 Salt Lake City | 1             | 0    | 0     | 0      | 0     | —       |
| 2006 Turim          | 1             | 0    | 0     | 0      | 0     | —       |
| 2010 Vancouver      | 1             | 0    | 0     | 0      | 0     | —       |
| 2014 Sóchi          | 1             | 0    | 0     | 0      | 0     | —       |
| 2018 PyeongChang    | Evento Futuro |      |       |        |       |         |
| 2022 Beijing        | Evento Futuro |      |       |        |       |         |
| Total               | Total         | 0    | 0     | 0      | 0     | —       |